# Condado de Mélito
El Condado de Mélito fue un título nobiliario español creado por el rey Fernando el Católico en abril de 1503 a favor de Diego Hurtado de Mendoza y Lemos, hijo del Cardenal Mendoza, por sus servicios en Nápoles junto al Gran Capitán. Su nombre se refiere a Melito di Napoles. Anteriormente, había sido conde de Mélito Lucas de San Severino, a quien se le confiscó el condado. 
El rey Felipe II concedió a Diego Hurtado de Mendoza y de la Cerda, II conde, el título de príncipe de Mélito. Con el matrimonio de su hija Ana de Mendoza de la Cerda con Ruy Gómez de Silva, príncipe de Éboli, el título de príncipe de Mélito se agregó a la casa de Pastrana.

## Condes y príncipes de Mélito
- Diego Hurtado de Mendoza y Lemos, I conde de Mélito;
- Diego Hurtado de Mendoza y de la Cerda, II conde de Mélito y I príncipe de Mélito;
- Ana de Mendoza de la Cerda, II princesa de Mélito.